# The Walking Dead (serie de videojuegos)
The Walking Dead es una serie de videojuegos de aventuras gráficas por episodios desarrollada y publicada por Telltale Games y Skybound Games, basada en la serie de cómics de The Walking Dead. Lanzada por primera vez en abril de 2012, la serie actualmente abarca cuatro temporadas principales de cinco episodios, un episodio adicional como contenido descargable y una mini temporada de tres episodios, con la cuarta y última temporada lanzada en 2018 y finalizada en 2019. ha sido lanzado a computadoras personales, consolas de juegos y dispositivos móviles y ha tenido lanzamientos tanto digitales como físicos.
La serie, al igual que el cómic, comienza con una epidemia que convierte a los muertos en "caminantes" parecidos a zombis que diezman la civilización, y tiene lugar a lo largo de la costa este de Estados Unidos. La serie se centra en el personaje de Clementine, una joven que es cuidada por Lee Everett durante la primera temporada, y posteriormente viaja sola y con otros grupos en temporadas posteriores después de que Lee se sacrifica por ella. Durante la segunda temporada, se convierte en la cuidadora adoptiva de AJ, un bebé que se quedó sin padres. Cuando Clementine se une más tarde a un grupo de supervivencia llamado New Frontier en la tercera temporada, le quitan a AJ, y Clementine trabaja con otro superviviente, Javier García, para rescatar a sus familias de New Frontier. Durante la última temporada, algunos años después, Clementine y AJ se unen a otros adolescentes que aguantan en su internado para protegerlo de bandidos y caminantes. Algunos de los personajes de la serie de cómics, como Shawn Greene, Glenn Rhee, Hershel Greene, Michonne, Siddiq y Paul "Jesus" Monroe, han aparecido durante la serie de videojuegos.
Los juegos de la serie The Walking Dead evitan los acertijos y la exploración típicos que se encuentran en la mayoría de los juegos de aventuras y, en cambio, ofrecen una narrativa e interacción más fuertes con otros personajes. El juego mezcla esas escenas con otras más orientadas a la acción basadas en quick time event para provocar emoción durante los juegos. Telltale introdujo la característica de tener numerosos determinantes que podrían resultar de las elecciones del jugador, como cuál de los dos personajes salvar durante un ataque, que influyó en la historia en episodios y temporadas posteriores, y la compañía ha utilizado este aspecto de la elección del jugador en su posteriores juegos de aventuras.
Si bien la serie fue desarrollada y publicada principalmente por Telltale Games bajo licencia de Skybound, el estudio cerró efectivamente a fines de 2018 en medio de la cuarta serie principal, The Final Season. Robert Kirkman, creador de The Walking Dead y de Skybound, sintió que era necesario terminar la historia de Clementine y contrató a algunos miembros del personal de Telltale para terminar la serie. Skybound también se hizo cargo de las tareas de publicación de los otros juegos de la serie.
La serie ha sido elogiada por su fuerte narrativa y el impacto de las elecciones de los jugadores. La primera temporada se destacó particularmente por haber sido considerada como una revitalización del menguante género de juegos de aventuras, que había estado languideciendo desde alrededor de 2000.

## Concepto
La serie Walking Dead se basa en la serie de cómics del mismo nombre. Los eventos del juego transcurren al mismo tiempo que el cómic, comenzando con el inicio de un apocalipsis zombi, donde los humanos muertos se han convertido en "caminantes" no muertos que se alimentan de los vivos que rápidamente abrumaron a la mayoría de la población. Como se establece en el cómic y el programa, esto es el resultado de un virus que poseen todos los seres humanos vivos que se apodera del cerebro del cuerpo una vez que la persona muere, y la única forma de detener esto es destruir el cerebro.
La serie de juegos comienza inicialmente en Georgia, con toda la primera temporada y los eventos del contenido de 400 Days que tienen lugar dentro del estado. La segunda serie sigue a los protagonistas mientras se mueven hacia el norte a lo largo de la costa este de los Estados Unidos, creyendo que hay un campamento humano en el norte y que las temperaturas más frías disminuyen la velocidad de los caminantes.

## Jugabilidad
Los juegos de The Walking Dead siguen el mismo enfoque de juego de aventuras point-and-click que han seguido otras series episódicas de Telltale Games. Dentro de un episodio, el jugador controla a un protagonista a medida que la historia avanza a través de varias escenas. Dentro de una escena, el jugador puede mover al personaje para explorar el área, examinar elementos e iniciar árbol de decisión con personajes que no son jugadores; en estos cuadros de diálogo, el jugador tiene la opción de seleccionar una serie de opciones para responder a los personajes, incluida la opción de permanecer en silencio. Otras escenas se basan en elementos cinematográficos que utilizan quick time event en los que el jugador debe presionar un botón del controlador o un comando del teclado como se indica en la pantalla para reaccionar a un evento. No hacerlo a tiempo puede provocar la muerte del personaje u otro final indeseable, y el juego se reiniciará justo antes de estas escenas.
Todas las elecciones realizadas por el jugador en The Walking Dead son rastreadas por el juego, y ciertas elecciones ("determinantes") influirán en escenas posteriores de los episodios y la serie hasta la fecha, cuando el jugador continúa desde el mismo estado de juego guardado. Por ejemplo, en el primer episodio de la primera temporada, el jugador tiene la opción de salvar a uno de los dos personajes que no son jugadores de un ataque de caminante; el otro personaje muere, mientras que el personaje superviviente tendrá un impacto único en otros aspectos de la historia. Otras veces, la selección de ciertas opciones de diálogo influirá en la actitud de un personaje no jugador hacia el protagonista, y puede manifestarse en escenas posteriores como opciones adicionales para que el jugador seleccione. Telltale Games realiza un seguimiento de estas decisiones, incluidas cinco elecciones principales realizadas durante el transcurso de cada episodio, lo que permite a los jugadores comparar sus elecciones con las de los demás.

## Videojuegos
Entre otros juegos de plataforma, a diferencia de los juegos anteriormente mencionado se publicó en 2013 The Walking Dead: Survival Instinct, un videojuego de disparos en primera persona desarrollado por Terminal Reality y publicado por Activision.Cabe mencionar que en 2015, Team 17 lanzó una versión derivada del juego The Escapists, publicando The Escapists: The Walking Dead. En 2018, se lanzó Overkill's The Walking Dead juego de disparos en primera persona desarrollado por Overkill Software y publicado por Starbreeze Studios y 505 Games.
Basado en un canon de la serie de televisión The Walking Dead, a diferencia del videojuego de Telltale Games, que se basa en un canon de los cómics. Otros dos videos juegos de disparos en primera persona en realidad virtual fueron The Walking Dead: Saints & Sinners (2020) y su secuela The Walking Dead: Saints & Sinners – Chapter 2: Retribution.
Para los portátiles y móviles también se editaron diversos juegos entre ellos; The Walking Dead: Road to Survival un videojuego de rol para Android e iOS, fue desarrollado por Scopely y cocreado con IUGO Mobile Entertainment. El 10 de diciembre de 2015, Scopely se combinó con Telltale Games para usar algunos de sus personajes de The Walking Dead.Ese mismo año, se publicó The Walking Dead: No Man's Land para móviles de 2015 desarrollado por la compañía de juegos finlandesa Next Games.
| Año                                  | Título                                           | Desarrollador                     | Distribuidor                                  | Ref    |
| ------------------------------------ | ------------------------------------------------ | --------------------------------- | --------------------------------------------- | ------ |
| 2013                                 | The Walking Dead: Survival Instinct.             | Terminal Reality                  | Activision                                    | [ 12 ] |
| 2015                                 | The Walking Dead: The Escapists                  | Team17                            | Team17                                        | [ 13 ] |
| 2018                                 | The Walking Dead Overkill's                      | Overkill Software, Skybound       | Starbreeze Studios, 505 Games                 | [ 14 ] |
| 2020                                 | The Walking Dead Onslaught                       | Survios                           | Survios                                       | [ 15 ] |
| 2020                                 | The Walking Dead: The Telltale Definitive Series | Telltale Games                    | Skybound Games                                | [ 16 ] |
| 2020                                 | The Walking Dead: Saints & Sinners               | Skydance Interactive, Skybound    | Skydance Interactive, Skybound                | [ 17 ] |
| 2022                                 | The Walking Dead: Saints & Sinners: Retribution  | Skydance Interactive, Skybound    | Skydance Interactive, Skybound                | [ 18 ] |
| 2023                                 | The Walking Dead: Destinies                      | Flux Game Studio                  | GameMill Entertainment                        | [ 19 ] |
| Portátiles y móviles (iOS / Android) |                                                  |                                   |                                               |        |
| 2012                                 | The Walking Dead: Dead Reckoning                 | American Movie Classics LLC       | AMC                                           | [ 20 ] |
| 2013                                 | The Walking Dead: Assault                        | Skybound Games                    | Skybound Skybound                             | [ 21 ] |
| 2015                                 | The Walking Dead: Road to Survival               | Scopely, Skybound, IUGO Mobile    | Scopely                                       |        |
| 2015                                 | The Walking Dead: No Man's Land                  | Next Games, A Netflix Game Studio | Deca Games, Next Games, A Netflix Game Studio |        |
| 2018                                 | The Walking Dead: Our World                      | Next Games                        | Next Games                                    | [ 13 ] |
| 2021                                 | The Walking Dead: Survivors                      | Galaxy Play Technology Limited    | Galaxy Play Technology Limited                | [ 22 ] |
| 2022                                 | The Walking Dead: All-Stars                      | Funflow, Gamevil                  | Gamevil                                       | [ 23 ] |
| Web (Facebook)                       |                                                  |                                   |                                               |        |
| 2012                                 | The Walking Dead: Social Game                    | Eyes Wide Games                   | Facebook                                      | [ 24 ] |
| 2022                                 | The Walking Dead: Last Mile                      | Pipeworks, Skybound               | Skybound Entertainment                        | [ 25 ] |
| Juegos de rol                        |                                                  |                                   |                                               |        |
| 2023                                 | The Walking Dead Universe Roleplaying Game       | Free League Publishing            | Free League Publishing                        | [ 26 ] |

## Resumen de la serie
Dentro de los videojuegos destacan los desarrollados por Telltale Games, desarrolladora que en 2012 y 2013 lanzó la primera temporada del videojuego The Walking Dead basado en la serie de cómics del mismo nombre. El juego se desarrolla en el mismo mundo ficticio que el cómic, poco después del inicio del apocalipsis zombie en el estado de Georgia. La mayoría de los personajes son originales de este juego, que se centra en el criminal convicto Lee Everett, quien se convierte en una figura protectora para una joven llamada Clementine.En 2013, Telltale lanzó un episodio descargable adicional, 400 Days, para extender la primera temporada y cerrar la brecha hacia la segunda temporada, lanzada más tarde ese año y posteriormente se lanzó el videojuego Michonne basado en la historia de dicho personajes para 2016 publicar la tercera temporada y la cuarta The Final Season en 2018.
| Temporada | Temporada | Episodios | Lanzamiento original    | Lanzamiento original |
| Temporada | Temporada | Episodios | Primer lanzamiento      | Último lanzamiento   |
| --------- | --------- | --------- | ----------------------- | -------------------- |
|           | 1         | 6         | 24 de abril de 2012     | 2 de julio de 2013   |
|           | 2         | 5         | 17 de diciembre de 2013 | 26 de agosto de 2014 |
|           | Michonne  | 3         | 23 de febrero de 2016   | 26 de abril de 2016  |
|           | 3         | 5         | 20 de diciembre de 2016 | 30 de mayo de 2017   |
|           | 4         | 4         | 14 de agosto de 2018    | 26 de marzo de 2019  |

### Temporada 1 (2012)
| No. en general        | No. en temporada | Título                        | Dirigido por                            | Escrito por                                                         | Fecha de lanzamiento original |
| Serie principal       | Serie principal  | Serie principal               | Serie principal                         | Serie principal                                                     | Serie principal               |
| --------------------- | ---------------- | ----------------------------- | --------------------------------------- | ------------------------------------------------------------------- | ----------------------------- |
| 1                     | 1                | "Un nuevo día"                | Sean Vanaman Jake Rodkin                | Sean Vanaman                                                        | 24 de abril de 2012           |
| 2                     | 2                | "Hambrientos de ayuda"        | Dennis Lenart                           | Mark Darin Historia de: Chuck Jordan                                | 27 de junio de 2012           |
| 3                     | 3                | "Un largo camino por delante" | Eric Parsons                            | Sean Vanaman Historia de: Sean Vanaman Jake Rodkin Harrison G. Pink | 28 de agosto de 2012          |
| 4                     | 4                | "A la vuelta de cada esquina" | Nick Herman                             | Gary Whitta                                                         | 9 de octubre de 2012          |
| 5                     | 5                | "El tiempo se agota"          | Sean Vanaman Jake Rodkin Sean Ainsworth | Sean Vanaman                                                        | 20 de noviembre de 2012       |
| Contenido descargable |                  |                               |                                         |                                                                     |                               |
| -                     | -                | "400 días"                    | Sean Ainsworth                          | Sean Ainsworth Nick Breckon Mark Darin Sean Vanaman Gary Whitta     | 2 de julio de 2013            |

Al comienzo del apocalipsis zombi, Lee Everett rescata a la joven Clementine cuyos padres habían viajado a Savannah antes del apocalipsis. Se unen a otros supervivientes en Macon, Georgia, para protegerse de los no muertos y se refugian en un motel defendible. Cuando su posición es invadida por caminantes y carroñeros, el grupo huye y se dirige hacia Savannah con la esperanza de encontrar botes para huir del continente. Lee promete reunir a Clementine con sus padres mientras le enseña las reglas de supervivencia en este nuevo mundo. En Savannah, no encuentran barcos y un hombre extraño se comunica con Clementine a través de un walkie-talkie. Cuando Clementine desaparece, Lee, en su búsqueda de pánico, es mordido accidentalmente por un caminante. Con su tiempo corto, Lee asegura la seguridad de los supervivientes restantes y va a rescatar a Clementine, retenida por un hombre que ha culpado a Lee directamente por la muerte de su familia. Lee y Clementine abruman al hombre y, mientras escapan, son testigos de los padres de Clementine, que ya se han convertido en caminantes. Clementine arrastra a un Lee debilitado a un lugar seguro, y Lee, en sus momentos finales de racionalidad, la dirige a encontrar a los otros supervivientes, antes de decirle que lo mate o lo deje antes de que se convierta por completo en un caminante.

#### 400 días (2013)
400 Days es un episodio especial descargable. Se centra en cinco protagonistas diferentes y sirve de puente entre la temporada 1 y la temporada 2. En la escena final, se ofrece a los supervivientes de cada historia para que los lleven a un campamento seguro.

#### Adaptación de pinball digital
Una adaptación de pinball virtual en 3-D de la primera temporada, desarrollada conjuntamente por Telltale Games y Zen Studios, fue lanzada el 27 de agosto de 2014 como contenido descargable para la mayoría de la familia de juegos de pinball de Zen Studios y también como una aplicación móvil de pago independiente.

### Temporada 2 (2013-14)
| No. en general | No. en temporada | Título              | Dirigido por                 | Escrito por                  | Fecha de lanzamiento original |
| -------------- | ---------------- | ------------------- | ---------------------------- | ---------------------------- | ----------------------------- |
| 7              | 1                | "Todo lo que queda" | Dennis Lenart                | Nick Breckon Andrew Grant    | 17 de diciembre de 2013       |
| 8              | 2                | "Una casa dividida" | Eric Parsons                 | Nick Breckon                 | 4 de marzo de 2014            |
| 9              | 3                | "En peligro"        | Graham Ross                  | Pierre Shorette              | 13 de mayo de 2014            |
| 10             | 4                | "Entre las ruinas"  | Jason Latino                 | JT Petty Eric Stirpe         | 22 de julio de 2014           |
| 11             | 5                | "Sin regreso"       | Sean Ainsworth Dennis Lenart | Nick Breckon Pierre Shorette | 26 de agosto de 2014          |

Más de un año después del primer juego, Clementine se separa de los demás supervivientes y se ve obligada a valerse por sí misma. Se encuentra con otro grupo que intenta huir de un hombre llamado Carver, que dirige el campamento de supervivientes humanos en un centro comercial, como se menciona en 400 Días. Clementine se entera de que Carver busca capturar a Rebecca creyendo que ella está embarazada de su hijo mientras ella insiste en que es de su esposo Alvin. Entran en otro grupo, descubriendo que Kenny, uno de los supervivientes con los que viajó Clementine desde la primera temporada y que había perdido a su esposa e hijo por los caminantes, ha logrado sobrevivir. En medio del ataque de un caminante, Carver los captura. Al enterarse de que una horda masiva de caminantes se acerca al centro comercial y lo invadirá fácilmente, el grupo logra escapar con otros prisioneros, matando a Carver en el proceso después de que mata a Alvin. Durante su fuga, una mujer por la que Kenny se había interesado románticamente es mordida por un caminante, lo que obliga a Clementine a interceder para matarla antes de que ella pueda volverse, lo que enfurece a Kenny. Mientras se reagrupan, Clementine se vuelve cercana a Jane, una solitaria que era parte de los prisioneros en el campo de Carver y que le enseña habilidades de supervivencia a Clementine. Más tarde, Rebecca muere después de dar a luz a un niño, al que llaman Alvin Jr. (AJ). 
Cuando llega el invierno, Jane y Kenny se vuelven hostiles entre sí, y la desconfianza del grupo hace que una fracción de ellos huya por culpa de Kenny, quedando solo Jane, Clementine y AJ. Jane obliga a Clementine a ver en qué se ha convertido Kenny, fingiendo la muerte de AJ y desencadenando una pelea a muerte entre ambos. Clementine se ve obligada a interceder: matando a uno de ellos y optando por continuar junto al sobreviviente o por cuenta propia con el bebé a su cuidado.

### Michonne(2016)
| No. en general | Título                 | Dirigido por | Escrito por                                                | Fecha de lanzamiento original |
| -------------- | ---------------------- | ------------ | ---------------------------------------------------------- | ----------------------------- |
| 1              | "En lo profundo"       | Kent Mudle   | Meghan Thornton Nicole Martinez                            | 23 de febrero de 2016         |
| 2              | "Sin refugio"          | Sean Manning | Zack Keller Andrew Hanson                                  | 29 de marzo de 2016           |
| 3              | "Lo que nos merecemos" | Jason Latino | Nicole Martinez Erica Harrell Desirée Proctor Joshua Rubin | 26 de abril de 2016           |

En junio de 2014, Telltale anunció una serie de tres episodios The Walking Dead: Michonne. La miniserie lanzada el 23 de febrero de 2015 para PlayStation 4 y Xbox One; 25 de febrero de 2015 para iOS y Android; y el 1 de marzo de 2015 para PC, y sirve como enlace entre las dos primeras temporadas de The Walking Dead desarrolladas por Telltale. La serie se centra principalmente en la historia no contada de Michonne sobre lo que alejó a Michonne de Rick, Ezekiel y el resto del grupo de confianza de Rick Grimes y lo que la trajo de regreso. Samira Wiley expresó a Michonne en el juego. La miniserie estaba originalmente programada para ser lanzada como contenido descargable para la temporada 2. Sin embargo, en diciembre de 2014, Telltale anunció que el juego se lanzaría como un título independiente que no requeriría ningún juego anterior de la serie para jugar.

### Temporada 3:A New Frontier(2016-17)
| No. en general | No. en temporada | Título                           | Dirigido por            | Escrito por | Fecha de lanzamiento original |
| -------------- | ---------------- | -------------------------------- | ----------------------- | --- | ----------------------------- |
| 12             | 1                | "Lazos que unen - Primera parte" | Jason Latino            | Brad Kane Nick Breckon Adam Esquenazi Douglas Laura Jacqmin Dan Martin Desiree Proctor Pierre Shorette               | 20 de diciembre de 2016       |
| 13             | 2                | "Lazos que unen - Segunda parte" | Rebekah Gamin Arcovitch | Brad Kane Nick Breckon Michael Choung Adam Esquenazi Douglas Laura Jacqmin Dan Martin Evan Skolnick Timothy Williams | 20 de diciembre de 2016       |
| 14             | 3                | "Sobre la ley"                   | Chris Rebbert           | James Windeler Patrick Kevin Day Adam Esquenazi Douglas Laura Jacqmin Adam Miller Evan Skolnick                      | 28 de marzo de 2017           |
| 15             | 4                | "Más espesa que el agua"         | Chris Rieser            | Luke McMullen Theresa Cooley Patrick Kevin Day Laura Jacqmin Adam Miller                                             | 25 de abril de 2017           |
| 16             | 5                | "Desde la horca"                 | Jason Pyke              | Adam Esquenazi Douglas                                                                                               | 30 de mayo de 2017            |

La tercera temporada de The Walking Dead se lanzó con dos episodios el 20 de diciembre de 2016. La temporada planea unir todos los finales posibles de temporadas anteriores sin comprometer la historia para evitar alejar a nuevos jugadores de la serie. En una entrevista con IGN, Kirkman declaró que la tercera temporada acercaría el videojuego al marco de tiempo del cómic. Tiene lugar unos años después de la segunda temporada e incluye a una Clementine algo mayor junto con AJ, el bebé que rescata al final de la temporada 2 y que ahora es un niño pequeño. Clementine es un personaje jugable junto con un nuevo personaje, Javier. A New Frontier usa la herramienta Telltale actualizada, el mismo motor de juego que Telltale usó para Batman: The Telltale Series.
Durante la PAX Expo 2016, Telltale reveló que la tercera temporada se lanzará en noviembre de 2016, con el subtítulo "A New Frontier". Más tarde, Telltale tuvo que retrasar el lanzamiento del primer episodio hasta el 20 de diciembre de 2016. Warner Bros. Interactive Entertainment publicó versiones minoristas de la temporada 3 como parte de un acuerdo con Telltale para Batman que se lanzó en agosto de 2016. La edición física fue lanzada el 7 de febrero de 2017, presentando el primer episodio en disco y códigos de descarga para obtener todos los episodios futuros de la serie.

### The Walking Dead Collection(2017)
Anunciada en noviembre de 2017, The Walking Dead Collection incluye todos los episodios de las tres primeras temporadas, así como "400 Days" y The Walking Dead: Michonne. La colección fue lanzada en PlayStation 4 y Xbox One el 5 de diciembre de 2017. El contenido de las dos primeras temporadas y "400 días" se ha mejorado visualmente, lo que refleja las mejoras que Telltale ha realizado en su motor desde que se lanzaron estas temporadas, incluido el mapeo de texturas de alta definición para todos los personajes supervivientes, iluminación dinámica mejorada y mejoras. Los gráficos del juego para usar DirectX 11 sobre DirectX 9. Los juegos más antiguos también usan los elementos de la interfaz de usuario desarrollados para la tercera temporada para proporcionar una interfaz consistente a los jugadores.
The Walking Dead Collection fue nominada para el premio Tappan Zee Bridge al mejor remake en los New York Game Awards 2018.

### Season 4:The Final Season(2018–19)
| No. en general | No. en temporada | Título               | Dirigido por                   | Escrito por                                                               | Fecha de lanzamiento original |
| -------------- | ---------------- | -------------------- | ------------------------------ | ------------------------------------------------------------------------- | ----------------------------- |
| 17             | 1                | "Basta de escapar"   | Chris Rebbert, Vahram Antonian | Jessica Krause, Adam Esquenazi Douglas, Mary Kenney y Lauren Mee          | 14 de agosto de 2018          |
| 18             | 2                | "Los niños perdidos" | Chris Rieser                   | James Windeler y Mary Kenny                                               | 25 de septiembre de 2018      |
| 19             | 3                | "Juguetes rotos"     | Ryan D. Chan, Chris Rieser     | Lauren Mee, Mark Darin                                                    | 15 de enero de 2019           |
| 20             | 4                | "El regreso"         | Chris Rebbert                  | Adam Esquenazi Douglas, James Windeler, Michael Kirkbride y Chris Rebbert | 26 de marzo de 2019           |

Anunciado durante la Comic Con de San Diego de julio de 2017, The Walking Dead: The Final Season, se lanzó como una serie de cuatro episodios el 14 de agosto de 2018 para Windows, PlayStation 4 y Xbox One, con una versión de Nintendo Switch que se lanzará más adelante ese año. Se espera que los episodios se lancen aproximadamente cada mes hasta diciembre de 2018. Clementine regresará como el personaje principal, con la voz de Hutchinson, ya que Telltale descubrió que los fanáticos de la serie no estaban contentos con la poca interactividad que había con Clementine en A New Frontier. Telltale quería que la última temporada volviera a llamar a lo que los fanáticos habían elogiado sobre la primera temporada, y sabía que tenían que centrarse en Clementine. Con esta dirección, Telltale decidió hacer de esta la última temporada de la serie The Walking Dead para que pudieran crear una conclusión satisfactoria del arco de la historia de Clementine. Para este propósito, Telltale trajo de regreso a Gary Whitta, el escritor de la primera temporada y el contenido de "400 Days", para ayudar a cerrar la historia de Clementine.
La historia sigue a A New Frontier con Clementine habiendo rescatado a AJ del Rancho McCarroll, con puntos suspensivos unos años por delante, donde AJ es ahora un niño. Con recursos decrecientes en medio del apocalipsis, Clementine y AJ encuentran la importancia de permanecer en comunidades de vital importancia, conociendo a otros personajes que tienen poca memoria del tiempo antes de la caída de la sociedad. Clementine comienza a enseñarle a AJ lo esencial de la supervivencia como Lee le había enseñado. Telltale había considerado inicialmente escribir una versión de Clementine que se había vuelto más hastiada, pero descubrió que era demasiado diferente de la versión establecida del personaje y la modificó para que fuera más comprensiva.
La última temporada utilizó la versión actualizada de la herramienta Telltale que se presentó por primera vez en Batman: The Telltale Series, junto con mejoras en el estilo visual para acercarse al estilo utilizado en el cómic de The Walking Dead. Algunas escenas presentarán zombis "sin guión" que pueden atacar a Clementine si el jugador no tiene cuidado, creando nuevas secuencias de combate de forma libre, mientras que otras partes del juego continuarán usando eventos de tiempo rápido como en juegos anteriores.
A pesar del título The Final Season, Telltale no descartó futuros juegos de The Walking Dead; El director creativo Kent Mudle dijo que el título de The Final Season representaba el final del viaje de Clementine desde el punto de vista de Telltale, pero podría volver a visitar la franquicia a través de otros personajes.
Sin embargo, debido al casi cierre repentino de Telltale Games el 21 de septiembre de 2018, solo se lanzaron dos de los cuatro episodios y se canceló la producción de los dos últimos, dejando la temporada a medio terminar. Más tarde, Skybound Entertainment intervino para desarrollar el resto de la temporada, volviendo a contratar a algunos exmiembros del personal de Telltale en el proceso, ya que Kirkman había considerado necesario completar adecuadamente la historia de Clementine. Skybound también ha adquirido los derechos de publicación de todos los juegos anteriores de Telltale The Walking Dead.

### The Walking Dead: The Telltale Definitive Series(2019)
Skybound publicó The Walking Dead: The Telltale Definitive Series que incluye todos los episodios de las cuatro temporadas, así como 400 Days y The Walking Dead: Michonne, para su lanzamiento en Windows, PlayStation 4 y Xbox One el 10 de septiembre de 2019. Cada uno de los episodios anteriores de la serie se remasterizó para usar el nuevo sistema de renderizado que se introdujo en The Final Season, y agrega más de diez horas de desarrolladores y comentarios de actores de voz. Se han realizado mejoras adicionales en el movimiento de los modelos de personajes y la sincronización de labios.

#### Lanzamientos adicionales
Además de la edición Definitive Series, Skybound también ha publicado las cuatro temporadas (incluido el contenido de 400 Days) para Nintendo Switch antes del 21 de enero de 2020, y ha vuelto a publicar las cuatro temporadas, 400 Days y Michonne en las tiendas digitales de computadoras personales en enero de 2020. , después de haber sido retirados de la venta tras el cierre de Telltale Games.

## Reparto principal y personajes
| Personaje            | Season One(2012)  | Season Two(2013/14) | A New Frontier(2016/17)              | The Final Season(2018/19) |
| -------------------- | ----------------- | ------------------- | ------------------------------------ | ------------------------- |
| Clementine           | Melissa Hutchison | Melissa Hutchison   | Melissa Hutchison                    | Melissa Hutchison         |
| Lee Everett          | Dave Fennoy       | Dave Fennoy         | —                                    | Dave Fennoy               |
| Alvin "AJ" Jr.       | —                 | Aparece             | Actor desconocido                    | Tayla Parx                |
| Javier "Javi" Garcia | —                 | Jeff Schine         | —                                    | —                         |
| Kenny                | Gavin Hammon      | Gavin Hammon        | Gavin Hammon                         | —                         |
| Lilly                | Nicki Rapp        | Aparece             | —                                    | Nicki Rapp                |
| Katjaa               | Cissy Jones       | Aparece             | —                                    | —                         |
| Kenny "Duck" Jr      | Max Kaufman       | Aparece             | —                                    | —                         |
| Larry                | Terry McGovern    | —                   | —                                    | —                         |
| Carley               | Nicole Vigil      | —                   | —                                    | —                         |
| Doug                 | Sam Joan          | —                   | —                                    | —                         |
| Glenn Rhee           | Nick Herman       | —                   | —                                    | —                         |
| Mark                 | Mark Middleton    | —                   | —                                    | —                         |
| Ben Paul             | Trevor Hoffman    | Aparece             | —                                    | —                         |
| Chuck                | Roger L. Jackson  | —                   | —                                    | —                         |
| Molly                | Erin Yvette       | —                   | —                                    | —                         |
| Omid                 | Owen Thomas       | Owen Thomas         | —                                    | —                         |
| Christa              | Mara Junot        | Mara Junot          | —                                    | —                         |
| Luke                 | —                 | Scott Porter        | —                                    | —                         |
| Nick                 | —                 | Brian Bremer        | —                                    | —                         |
| Pete                 | —                 | Brian Sommer        | —                                    | —                         |
| Carlos               | —                 | Kid Beyond          | —                                    | —                         |
| Sarah                | —                 | Louisa MacKintosh   | —                                    | —                         |
| Alvin                | —                 | Dorian Lockett      | —                                    | —                         |
| Rebecca              | —                 | Shay Moore          | —                                    | —                         |
| William Carver       | —                 | Michael Madsen      | Aparece                              | —                         |
| Bonnie               | —                 | Erin Yvette         | —                                    | —                         |
| Sarita               | —                 | Julia Farmer        | —                                    | —                         |
| Jane                 | —                 | Christine Lakin     | Christine Lakin                      | —                         |
| Mike                 | —                 | Dan White           | —                                    | —                         |
| Arvo                 | —                 | Michael Ark         | —                                    | —                         |
| Kate Garcia          | —                 | —                   | Shelley Shenoy                       | —                         |
| David Garcia         | —                 | —                   | Alex Hernandez                       | —                         |
| Gabriel Garcia       | —                 | —                   | Raymond Ochoa                        | —                         |
| Mariana Garcia       | —                 | —                   | Vale de la Maza Brenda Lorena Garcia | —                         |
| Tripp                | —                 | —                   | Troy Hall                            | —                         |
| Eleanor              | —                 | —                   | Kelley Crowder                       | —                         |
| Conrad               | —                 | —                   | William Christopher Stephens         | —                         |
| Francine             | —                 | —                   | Valerie Arem                         | —                         |
| Paul "Jesus" Monroe  | —                 | —                   | Brandon Keener                       | —                         |
| Max/Rufus            | —                 | —                   | Sean Lynch                           | —                         |
| Badger               | —                 | —                   | Jon Curry                            | —                         |
| Lonnie               | —                 | —                   | Charles Halford                      | —                         |
| Ava                  | —                 | —                   | Ally Johnson                         | —                         |
| Joan                 | —                 | —                   | Jayne Taini                          | —                         |
| Clinton Barnes       | —                 | —                   | Andrew Heyl                          | —                         |
| Paul Lingard         | —                 | —                   | Yuri Lowenthal                       | —                         |
| Abel                 | —                 | —                   | —                                    | Alex Fernandez            |
| Marlon               | —                 | —                   | —                                    | Ray Chase                 |
| Brody                | —                 | —                   | —                                    | Hedy Burress              |
| Louis                | —                 | —                   | —                                    | Sterling Sulieman         |
| Tennessee            | —                 | —                   | —                                    | Zaire Hampton             |
| Violet               | —                 | —                   | —                                    | Gideon Adlon              |
| Mitch                | —                 | —                   | —                                    | Robbie Daymond            |
| Aasim                | —                 | —                   | —                                    | Ritesh Rajan              |
| Omar                 | —                 | —                   | —                                    | Keith Silverstein         |
| Ruby                 | —                 | —                   | —                                    | Ali Hillis                |
| Willy                | —                 | —                   | —                                    | Justin Cowden             |
| James                | —                 | —                   | —                                    | Johnny Yong Bosch         |
| Minerva              | —                 | —                   | —                                    | Cherami Leigh             |

La serie de videojuegos Walking Dead presenta nuevos personajes desarrollados por Telltale para los juegos. La primera temporada se basa en Lee Everett (con la voz de Dave Fennoy), un profesor universitario de Georgia que había sido acusado de asesinato y estaba a punto de ser enviado a prisión al comienzo del brote de caminantes. Lee escapa y se encuentra con la joven Clementine (con la voz de Melissa Hutchison), escondida en su casa del árbol después de que su niñera se había convertido y sus padres aún no habían regresado de las vacaciones. Lee se convierte en una figura protectora para ella que la ayuda a reunirse con sus padres. Dentro de la segunda temporada que tiene lugar aproximadamente un año después, Clementine es ahora el personaje central, luchando por encontrar un lugar en varios grupos de supervivientes.
Otros personajes importantes incluyen a Kenny, un pescador que ha sufrido numerosas pérdidas de familiares y seres queridos y se ha vuelto emocionalmente inestable, Luke, un ex empresario que se comporta lógica que emocionalmente, Jane, una joven loba solitaria que le enseña a Clementine los valores de autoconservación de que la vida de una persona es lo primero que nadie, Carver, un antagonista principal de la segunda temporada que busca al grupo de sobrevivientes al que Clementine se ha unido creyendo que uno lleva a su hijo, y AJ, el recién nacido que Carver busca a quien Clementine toma. cuidado después de que su madre sucumbe a los elementos. El destino de varios personajes es determinante en función de las acciones que el jugador ha realizado en episodios anteriores, o no resueltas dentro de la narrativa de los juegos. A medida que el juego se desarrolla dentro del universo del cómic, ha habido algunos cruces de personajes con la serie; Hershel Greene, Shawn Greene y Glenn, tres personajes de la serie de cómics, han aparecido brevemente en la primera temporada. Michonne, un personaje cómico prominente, aparece como el personaje jugable en la miniserie de Michonne, que también presenta a los personajes cómicos Pete, Siddiq, Elodie, Dominic y Colette (los dos últimos se mencionan, pero no se ven, en los cómics). . Jesús aparece en The New Frontier.

## Recepción

### Ventas
Según Telltale, los juegos combinados de la serie han vendido más de 50 millones de episodios en todo el mundo en julio de 2017.
Temporada 1 y 400 días
The Walking Dead ha recibido elogios de la crítica, y los críticos elogiaron el tono emocional duro, los personajes, la historia y el parecido con el cómic original, aunque criticaron las fallas gráficas. El juego recibió más de 80 premios al Juego del año y muchos otros premios.
"Episode 1 - A New Day" recibió críticas positivas. Agregando los sitios web de reseñas, GameRankings y Metacritic calcularon puntuaciones de 85,14% y 84/100, respectivamente, para la versión PlayStation 3, 83,87% y 79/100 para la versión Xbox 360 y 83,38 % y 82/100 para la versión para PC. El juego recibió varios galardones, incluido el "Elección de los editores" de IGN, el "Elección de los editores" de PC Gamer, el Premio a la elección de los editores de Xbox y el Premio de oro de PlayStation.
"Episode 2 - Starved for Help" recibió críticas positivas. GameRankings y Metacritic calcularon puntuaciones de 86,53% y 84/100, respectivamente, para la versión de PC, 86,26% y 84/100 para la versión de Xbox 360 y 85,90% y 84/100 para la versión de PlayStation 3. El juego ganó el premio GameSpy E3 2012 al "Mejor juego de aventuras".
"Episodio 3 - Long Road Ahead" recibió críticas positivas. GameRankings y Metacritic calcularon puntuaciones de 88,47% y 88/100, respectivamente, para la versión Xbox 360, 86,11% y 87/100 para la versión PlayStation 3, y 85,41% y 85/100 para la versión para PC. Greg Miller de IGN le dio al juego un 9 sobre 10, diciendo "Es una entrada inquietante, deprimente y entretenida en un viaje que hasta ahora ha sido excelente". GameSpot le dio al juego un 8.5, diciendo "The Walking Dead ha pasado el punto medio de su serie de cinco episodios con todos los indicios de que el juego seguirá mejorando hasta su conclusión inevitablemente deprimente e inquietante". MTV también le dio una crítica positiva, diciendo" Telltale ha creado una serie de decisiones desgarradoras y emocionales en medio de una colección de acertijos no demasiado difíciles en una adaptación visualmente impresionante de la serie de cómics de Robert Kirkman (con algunos guiños al programa de televisión)".
"Episodio 4 - Around Every Corner" recibió críticas positivas, pero en menor medida que los episodios anteriores. GameRankings y Metacritic calcularon puntuaciones de 84,00% y 80/100, respectivamente, para la versión para PC, 82,50% y 82/100 para la versión Xbox 360, y 78,94% y 81/100 para la versión de PlayStation 3.
"Episodio 5 - No Time Left" recibió elogios de la crítica. GameRankings y Metacritic calcularon puntuaciones de 94,75% y 89/100, respectivamente, para la versión para PC, 88,15% y 89/100 para la versión Xbox 360 y 87,75% y 88/100 para la versión de PlayStation 3.
400 Days recibió críticas positivas. GameRankings y Metacritic calcularon puntuaciones de 78,20% y 78/100, respectivamente, para la versión de PlayStation 3, 78,00% y 78/100 para la versión de PC, y 76,88% y 80/100 para la versión Xbox 360.

### Temporada 2
The Walking Dead: La segunda temporada en general recibió críticas generalmente positivas de los críticos que obtuvieron elogios por su atmósfera, tensión y el papel recién nombrado de Clementine como protagonista, pero recibió críticas por su falta de centros y ciertos aspectos de su narración.
Episodio 1 - All That Remains recibió críticas positivas. La agregación de los sitios web de reseñas GameRankings y Metacritic dio a PlayStation 3 versión 81,29% y 82/100, la versión para PC 78,76% y 78/100 y la versión Xbox 360 77,50% y 80/100. Matt Liebl de GameZone le dio al episodio un 8.5 / 10, afirmando que "... es solo una muestra de lo que está por venir, una mera configuración para el horror que nos espera en los últimos cuatro episodios".
Episodio 2 - A House Divided recibió críticas positivas. La agregación de los sitios web de reseñas GameRankings y Metacritic dio a PlayStation 3 versión 87.29% y 82/100, la versión para PC 81.39% y 81/100 y la versión Xbox 360 79.44% y 80/100. Mitch Dyer de IGN le dio al episodio un 9.5 / 10, diciendo que es uno de los mejores episodios que Telltale Games ha hecho.
Episodio 3 - In Harm's Way recibió críticas positivas. La agregación de sitios web de reseñas GameRankings y Metacritic dio a la versión de PlayStation 3 82,43% y 80/100, la versión de Xbox 360 82,25% y 82/100 y la versión de PC 82,22% y 81/100.
Episodio 4 - En medio de las ruinas recibió críticas mixtas a positivas. Al agregar los sitios web de reseñas, GameRankings y Metacritic dieron a PlayStation 3 la versión 79.22% y 78/100, la versión para PC 78.58% y 78/100 y la versión Xbox 360 72.00% y 71/100.
Episodio 5 - No Going Back recibió críticas positivas, más altas que su predecesor. La agregación de los sitios web de reseñas GameRankings y Metacritic dio a la versión de PlayStation 3 81,67% y 87/100, la versión de PC 79,19% y 78/100 y la versión de Xbox 360 77,00% y 84/100. Mitch Dyer de IGN le dio al episodio un 9.5 / 10 diciendo que el final es "un episodio impresionante e inteligente, y una de las mejores historias de Telltale Games".

### Michonne
The Walking Dead: Michonne recibió críticas mixtas de los críticos que obtuvieron elogios por sus secuencias de acción, la atmósfera y el desarrollo del personaje de Michonne, pero recibió críticas por su historia, personajes secundarios, episodios cortos de duración y fallas gráficas.

### Season 3:A New Frontier
The Walking Dead: A New Frontier recibió críticas mixtas a positivas de los críticos con elogios particulares dirigidos a los gráficos actualizados del juego, el nuevo elenco de personajes, las secuencias de acción y la nueva dirección general. Sin embargo, la corta duración de los episodios y el tratamiento de los finales de la temporada 2 fueron objeto de críticas. La historia del juego y el cambio de Clementine a un personaje secundario se encontraron con una respuesta mixta.

### Season 4:The Final Season
The Walking Dead: The Final Season recibió críticas generalmente positivas que ganaron elogios por su caracterización, imágenes y mecánicas de juego mejoradas, y tanto los críticos como los fanáticos lo consideran una mejora con respecto a su predecesor y un regreso a la forma de la serie.